# میخائل دانا
میکائل دانا (انگلیسی: Mychael Danna؛ زادهٔ ۲۰ سپتامبر ۱۹۵۸) یک موسیقی‌دان اهل کانادا است. وی از سال ۱۹۸۷ میلادی تاکنون مشغول فعالیت بوده‌است.
او همچنین برندهٔ جوایزی همچون جایزه اسکار بهترین موسیقی فیلم شده‌است.

## بخشی از فیلمشناسی
| سال  | عنوان                                     | توضیحات |
| ---- | ----------------------------------------- | --- |
| ۱۹۸۹ | قصه‌های جزیره                              | مجموعه تلویزیونی                                                                                                |
| ۱۹۹۶ | گل سوسن                                   | |
| ۱۹۹۷ | طوفان یخ                                  | |
| ۱۹۹۷ | آخرت شیرین                                | |
| ۱۹۹۹ | دختر، گسیخته‌شده                           | |
| ۱۹۹۹ | سواری با اهریمن                           | |
| ۱۹۹۹ | ۸میلی‌متری                                 | |
| ۲۰۰۱ | عروسی مانسون                              | |
| ۲۰۰۲ | آرارات                                    | |
| ۲۰۰۳ | برف پیما                                  | |
| ۲۰۰۳ | هالک                                      | Additional cue "Mother"                                                                                         |
| ۲۰۰۴ | جولیا بودن                                | |
| ۲۰۰۴ | ونیتی فیر                                 | |
| ۲۰۰۵ | آب                                        | تنها Background score جوایز جینی برای بهترین موسیقی فیلم اورژینال                                               |
| ۲۰۰۵ | کاپوتی                                    | |
| ۲۰۰۵ | جایی که حقیقت دروغ می‌گوید                 | |
| ۲۰۰۶ | میس سان‌شاین کوچولو                        | |
| ۲۰۰۶ | قلب‌های تنها                               | |
| ۲۰۰۷ | موج‌سواری                                  | |
| ۲۰۰۸ | ستایش                                     | |
| ۲۰۰۹ | ۵۰۰ روز سامر                              | به همراه Rob Simonsen                                                                                           |
| ۲۰۰۹ | کلویی                                     | |
| ۲۰۰۹ | مدیریت                                    | |
| ۲۰۰۹ | دکتر پارناسوس، مردی که به شیطان رو دست زد | به همراه برادرش جف                                                                                              |
| ۲۰۱۱ | کملوت                                     | مجموعه تلویزیونی به همراه برادرش جف                                                                             |
| ۲۰۱۱ | مانیبال                                   | |
| ۲۰۱۲ | زندگی پی                                  | جایزه اسکار بهترین موسیقی فیلم جایزه گلدن گلوب بهترین موسیقی نامزدی – جایزه اسکار بهترین ترانه ("Pi's Lullaby") |
| ۲۰۱۴ | گره شیطان                                 | |
| ۲۰۱۴ | برتری                                     | |
| ۲۰۱۴ | گرفتار                                    | |
| ۲۰۱۵ | دایناسور خوب                              | به همراه برادرش جف                                                                                              |